# James Sykes
James Sykes, född 27 mars 1761 nära Dover, Delaware, död 18 oktober 1822 i Dover, Delaware, var en amerikansk federalistisk politiker och läkare. Han var guvernör i delstaten Delaware 1801–1802.
Sykes studerade vid Williams College. Han arbetade först som läkare i Cambridge, Maryland. Han gifte sig med Elizabeth Goldsborough. Paret flyttade sedan till Delaware och fick tre barn. Sykes var talman i delstatens senat 1800–1801 och 1803–1812. Han efterträdde 1801 Richard Bassett som guvernör. Sykes efterträddes följande år av David Hall.
Sykes var episkopalian. Hans grav finns på Christ Church Cemetery i Dover. Sonsonen George Sykes tjänstgjorde som generalmajor i amerikanska inbördeskriget.